# Mariño (Nueva Esparta)
Mariño is een gemeente in de Venezolaanse staat Nueva Esparta. De gemeente telt 103.000 inwoners. De hoofdplaats is Porlamar.